# Sistema de ligas de fútbol de México
El Sistema de ligas de fútbol en México es el formato y estructura de competencia del fútbol en dicho país, en el cual dio inicio el 19 de octubre de 1902. Es organizado por la Federación Mexicana de Fútbol Asociación, a excepción de la Liga MX y la Liga de Expansión MX que son organizados de forma autónoma; los torneos consisten en cinco niveles, varoniles y niveles femeniles profesionales. Además de contar con la Copa MX la cual también es organizada de forma independiente a la Femexfut.

## Sistema de juego masculino
| Nivel | Nivel | Divisiones                                                      | Divisiones                                                      | Divisiones                                                      | Divisiones                                                      | Divisiones                                                      | Divisiones                                                      | Divisiones                                                      | Divisiones                                                      | Divisiones                                                      | Divisiones                                                      | Divisiones                                                      | Divisiones                                                      | Divisiones                                                      | Divisiones                                                      | Divisiones                                                      | Divisiones                                                      | Divisiones                                                      | Divisiones                                                      |
| 1     | 1     | Liga MX 18 equipos                                              | Liga MX 18 equipos                                              | Liga MX 18 equipos                                              | Liga MX 18 equipos                                              | Liga MX 18 equipos                                              | Liga MX 18 equipos                                              | Liga MX 18 equipos                                              | Liga MX 18 equipos                                              | Liga MX 18 equipos                                              | Liga MX 18 equipos                                              | Liga MX 18 equipos                                              | Liga MX 18 equipos                                              | Liga MX 18 equipos                                              | Liga MX 18 equipos                                              | Liga MX 18 equipos                                              | Liga MX 18 equipos                                              | Liga MX 18 equipos                                              | Liga MX 18 equipos                                              |
| 2     | 2     | Liga de Expansión MX 15 equipos (1 filial)                      | Liga de Expansión MX 15 equipos (1 filial)                      | Liga de Expansión MX 15 equipos (1 filial)                      | Liga de Expansión MX 15 equipos (1 filial)                      | Liga de Expansión MX 15 equipos (1 filial)                      | Liga de Expansión MX 15 equipos (1 filial)                      | Liga de Expansión MX 15 equipos (1 filial)                      | Liga de Expansión MX 15 equipos (1 filial)                      | Liga de Expansión MX 15 equipos (1 filial)                      | Liga de Expansión MX 15 equipos (1 filial)                      | Liga de Expansión MX 15 equipos (1 filial)                      | Liga de Expansión MX 15 equipos (1 filial)                      | Liga de Expansión MX 15 equipos (1 filial)                      | Liga de Expansión MX 15 equipos (1 filial)                      |                                                                 |                                                                 |                                                                 |                                                                 |
| 3     | 3     | Liga Premier (6 filiales) Serie A 36 equipos Serie B 15 equipos | Liga Premier (6 filiales) Serie A 36 equipos Serie B 15 equipos | Liga Premier (6 filiales) Serie A 36 equipos Serie B 15 equipos | Liga Premier (6 filiales) Serie A 36 equipos Serie B 15 equipos | Liga Premier (6 filiales) Serie A 36 equipos Serie B 15 equipos | Liga Premier (6 filiales) Serie A 36 equipos Serie B 15 equipos | Liga Premier (6 filiales) Serie A 36 equipos Serie B 15 equipos | Liga Premier (6 filiales) Serie A 36 equipos Serie B 15 equipos | Liga Premier (6 filiales) Serie A 36 equipos Serie B 15 equipos | Liga Premier (6 filiales) Serie A 36 equipos Serie B 15 equipos | Liga Premier (6 filiales) Serie A 36 equipos Serie B 15 equipos | Liga Premier (6 filiales) Serie A 36 equipos Serie B 15 equipos | Liga Premier (6 filiales) Serie A 36 equipos Serie B 15 equipos | Liga Premier (6 filiales) Serie A 36 equipos Serie B 15 equipos | Liga Premier (6 filiales) Serie A 36 equipos Serie B 15 equipos | Liga Premier (6 filiales) Serie A 36 equipos Serie B 15 equipos | Liga Premier (6 filiales) Serie A 36 equipos Serie B 15 equipos | Liga Premier (6 filiales) Serie A 36 equipos Serie B 15 equipos |
| 4     | 4     | Liga TDP 225 equipos (48 filiales)                              | Liga TDP 225 equipos (48 filiales)                              | Liga TDP 225 equipos (48 filiales)                              | Liga TDP 225 equipos (48 filiales)                              | Liga TDP 225 equipos (48 filiales)                              | Liga TDP 225 equipos (48 filiales)                              | Liga TDP 225 equipos (48 filiales)                              | Liga TDP 225 equipos (48 filiales)                              | Liga TDP 225 equipos (48 filiales)                              | Liga TDP 225 equipos (48 filiales)                              | Liga TDP 225 equipos (48 filiales)                              | Liga TDP 225 equipos (48 filiales)                              | Liga TDP 225 equipos (48 filiales)                              | Liga TDP 225 equipos (48 filiales)                              | Liga TDP 225 equipos (48 filiales)                              | Liga TDP 225 equipos (48 filiales)                              | Liga TDP 225 equipos (48 filiales)                              | Liga TDP 225 equipos (48 filiales)                              |
| 5     | 5     | Sector Amateur Varonil Aproximadamente 700 equipos              | Sector Amateur Varonil Aproximadamente 700 equipos              | Sector Amateur Varonil Aproximadamente 700 equipos              | Sector Amateur Varonil Aproximadamente 700 equipos              | Sector Amateur Varonil Aproximadamente 700 equipos              | Sector Amateur Varonil Aproximadamente 700 equipos              |                                                                 |                                                                 |                                                                 |                                                                 |                                                                 |                                                                 |                                                                 |                                                                 |                                                                 |                                                                 |                                                                 |                                                                 |

### Primera División
La Primera División o Liga MX es el nivel más alto del fútbol profesional, consta de 18 equipos. Cada año se juegan dos torneos: Apertura y Clausura. Cada torneo los equipos se enfrentan todos contra todos, el siguiente torneo se alterna el equipo que juega en casa.
Ser el mejor equipo durante la temporada no es tan importante como en otros países, ya que solo otorga una ventaja en caso de empate en la liguilla. El líder general no recibe ningún premio económico o algún trofeo.
La Liguilla (sistema de eliminación directa) consiste en partidos de reclasificación, y duelos de visita recíproca de cuartos de final, semifinal y la gran final por lo tanto solo 10 equipos clasifican a la liguilla. Es importante señalar que en caso de empate en el marcador global, el único criterio de desempate es la posición general ocupada; así pues, en dado caso de empate, el equipo que haya realizado más puntos en el torneo regular es quien avanzará a la siguiente ronda. Este criterio se anula en la final por el título, por lo tanto, en caso de empate global, habrá prórroga con tiempos extras y, de ser necesario, ronda de penales.
Un club era relegado anualmente a Liga de Ascenso. El equipo relegado es aquel que tenga el peor porcentaje de puntos divididos entre partidos en la primera división en los últimos 3 años (6 Torneos). En abril de 2020, debido a la crisis económica vivida por los equipos del Ascenso MX que no les permitía estar certificados para ascender, se determinó desaparecer este torneo y reemplazarlo por una Liga de Expansión que no estará vinculada a la Primera División durante las próximas seis temporadas, por lo cual en ese tiempo no habrán ascensos ni descensos en la Liga MX.

### Liga de Expansión
La Liga de Expansión MX es una liga de fútbol fundada en el año 2020 como parte del "Proyecto de Estabilización de la Segunda División", el cual tiene como objetivo rescatar a los equipos de la antigua Liga de Ascenso de México con problemas financieros y, evitar de esta forma la desaparición de esta división, por lo cual no habrá ascensos ni descensos en Primera División en las primeras 6 temporadas de esta. Además, busca que los equipos de la Liga MX y del extinto Ascenso MX consoliden proyectos estables que cuenten con bases sólidas, tanto deportivas como administrativas, financieras y de infraestructura.

### Liga Premier
La Segunda División o Liga Premier es el tercer nivel de competencia en el fútbol mexicano. Se divide en Serie A y Serie B. En la Serie A están inscritos los clubes que tengan la mejor infraestructura económica y deportiva para competir por el ascenso, 1 equipo filial de la Liga MX y 5 clubes reserva de equipos de la Liga de Expansión MX. En la Serie B están involucrados los equipos denominados en desarrollo, que son aquellos con menor infraestructura, pero con el compromiso de trabajar para que en un tiempo corto puedan aspirar a jugar en la Serie A.
La Serie A se juega mediante torneos cortos, y al final del torneo se clasifican los ocho mejores a la liguilla para determinar el campeón y equipo que avanza a la Liga de Expansión (segundo nivel). El último lugar en la temporada regular de la Serie B desciende a Tercera (cuarto nivel).

### Tercera División
La Tercera División o Liga TDP es un torneo de fútbol en México que fue creado en 1967, hoy representa el cuarto nivel de competencia en el fútbol mexicano. La primera temporada fue inaugurada por 16 equipos y actualmente se juega con 225 clubes, ya sean con derecho a ascenso a Segunda División o filiales de equipos de Primera División sin derecho a ascender. A pesar del gran número de clubes, solo ascienden cuatro clubes, que son aquellos equipos que consiguen llegar a las dos finales regionales.

### Sector aficionado
El Sector Aficionado o Sector Amateur del Fútbol Mexicano, es una organización creada por la Federación Mexicana de Fútbol (FEMEXFUT) o FMF, para administrar el balompié a nivel no profesional o amateur.
Su objetivo es fomentar el fútbol a nivel aficionado, en beneficio de las comunidades y el Balompié Mexicano.
Actualmente el Sector Amateur se divide en 8 zonas diferentes:
Zona 1: Baja California, Baja California Sur, Sonora y Sinaloa.
Zona 2: Chihuahua, Durango, Zacatecas, Aguascalientes
Zona 3: Coahuila, Nuevo León, Tamaulipas, San Luis Potosí
Zona 4: Nayarit, Jalisco, Colima, Michoacán.
Zona 5: Hidalgo, Estado de México, Guanajuato, Querétaro
Zona 6: Ciudad de México, Tlaxcala, Morelos, Guerrero
Zona 7: Veracruz, Oaxaca, Puebla
Zona 8: Tabasco, Chiapas, Campeche, Quintana Roo, Yucatán
Para efectos de calificación a los Campeonatos Nacionales de las categorías Libre Femenil, Libre Varonil, Juvenil Mayor, Veteranos y Veteranos Master se efectúa un proceso eliminatorio entre los integrantes de cada zona calificando el primer lugar de cada una; solo calificará directo a la Etapa Nacional el equipo campeón del año anterior y el equipo sede.

## Sistema de juego femenino
| Nivel | Divisiones                   | Divisiones                   |
| ----- | ---------------------------- | ---------------------------- |
| 1     | Liga MX Femenil (18 equipos) | Liga MX Femenil (18 equipos) |
| 2     | SuperLiga (23 equipos)       | SuperLiga (23 equipos)       |
| 3     | Premier Torneo descontinuado | LNCFF (12 equipos)           |

### Liga MX Femenil
La Liga MX Femenil es el máximo nivel de fútbol femenil en México, fue fundada el 5 de diciembre del 2016 y está conformada por los representativos femeniles de los 18 equipos que componen la Liga MX.

### Super Liga Femenil de Fútbol
La "Superliga" fue antes de la creación de la Liga MX Femenil, el máximo circuito del fútbol femenino en el sistema de ligas mexicano. La liga fue fundada en septiembre de 2007 y tiene 24 equipos
La misión de la Superliga Femenil de Fútbol es la de organizar, promover e impulsar el fútbol femenil en México, apoyados en una estructura moderna y funcional. Brindar un trato personalizado, amable y ante todo, humano; mediante alternativas innovadoras y competitivas que representen dignamente sus intereses deportivos, así como la capacitación necesaria, tanto a jugadoras como a directivos, entrenadores y mentores, con la finalidad de reconocer su importancia y el derecho que tienen a jugar este deporte como aficionadas y profesionales, sin menoscabo a su integridad física, moral y social. Ofrecer apoyo y dar seguimiento a sus equipos, lo que redunde en la conformación de mejores selecciones y en consecuencia mejores actuaciones en competencias a nivel mundial, y sobre todo, que cumpla una labor social fuertemente orientada a satisfacer sus expectativas de vida y formación integral.
Esto hizo que el fútbol mexicano a este nivel se estancara completamente y se bajara el nivel a un grado tan bajo que incluso en las eliminatorias de la CONCACAF la selección tricolor no pasaba de las primeras rondas. Fue hasta que llegó Alberto de la Torre a la FMF que se le dio seguimiento a las selecciones femeniles junto con Leonardo Cuéllar, el entrenador que fue levantando poco a poco el interés por el fútbol femenil hasta empezar a tener selecciones competitivas que han calificado a mundiales de selección mayor, Juegos Olímpicos y mundiales para selecciones menores, el último en Alemania 2010 donde la selección sub-20 clasificó a los cuartos de final por primera vez en su historia y clasificando en primer lugar del grupo. Jugadoras como Maribel Domínguez, Evelyn López, Iris Mora, Mónica González, Mónica Vergara, Patricia Pérez y Guadalupe Worbis formaron parte de las primeras generaciones sacadas por Cuéllar. En su mayoría, las jugadoras provenían de equipos de universidades norteamericanas (debido a que Estados Unidos es potencia mundial en fútbol femenil) y algunas otras provenían de ligas amateurs del país; sin embargo, poco a poco eso ha ido cambiando mucho pues han salido más jugadoras tanto de la Liga Premier como de la Superliga y eso ha generado una mayor diversidad de estilos de juego individuales además de que se ha podido trabajar más en cuestiones físicas, técnicas y tácticas lo que le ha dado un nivel mucho más alto a las jugadoras y a las selecciones femeniles quienes ya han disputados finales del área aunque sin poder ganarlas pero el avance es tal que ya no son goleadas como antes de 1995.
La Superliga Femenil ha sido un esfuerzo en conjunto tanto de la FMF en el sector aficionado como de los dueños de clubes de Primera División varonil quienes han prestado estadios, instalaciones y han generado un semillero importante de jugadoras en todos los niveles.

### Liga Femenil Premier
Torneo de ascenso a la Superliga, en este momento este torneo está descontinuado.

### La Liga Nacional de Clubes de Fútbol Femenil (LNCFF)
Torneo Local del Centro de México, no tiene relación con La Superliga ni con la Liga Premier.

## Torneos extintos

### Liga de Ascenso
La Liga de Ascenso o Ascenso MX era el segundo nivel del fútbol Mexicano, desde el ciclo 2019-20 participaban 12 equipos. Cada año se dividía en dos torneos, el Apertura y el Clausura. En cada torneo todos los equipos jugaban entre sí una sola vez, después de las 15 jornadas se jugaba una mini copa (Liguilla) para nombrar el campeón de cada torneo.
Ocho equipos calificaban para cada Liguilla. El sistema de juego era similar al formato de Primera División.
Cuando en teoría se nombraban dos campeones cada año (al igual que primera) solo un equipo recibía el premio de promoción al primer nivel. Al final del torneo clausura, los dos "campeones" se enfrentaban el uno al otro en visita recíproca por el verdadero campeonato en la Final de Ascenso. Si el mismo equipo ganó ambos torneos, entonces ese equipo recibía la promoción automáticamente.
En asamblea de la FMF realizada en abril de 2020, en plena parálisis de los torneos mexicanos debido a la pandemia de COVID-19, se determinó cancelar la temporada 2020 del Ascenso MX y desaparecer esta liga por 5 años mientras se consolida una División de Plata adecuada para el fútbol mexicano, todo esto a causa de las constantes crisis económicas que venían atravesando los equipos de Segunda División en los últimos años y que han obligado, en muchos casos, a la desapariciones de los equipos y a la disminución de los participantes en el Ascenso MX, haciendo el torneo económicamente inviable. En su lugar, se realizará una Liga de Expansión con el objetivo de formar nuevos talentos para la Primera División sin tener un vínculo directo con esta.